# Fonte da Pipa

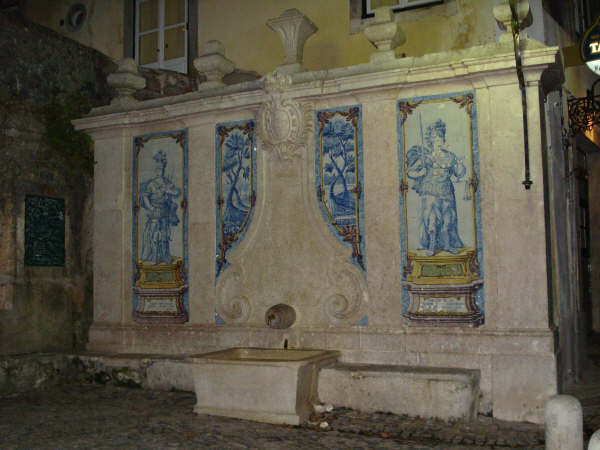
Fonte da Pipa - Sintra pela noite

A Fonte da Pipa, em Sintra, ornada por paineis de azulejo, exibe uma inscrição lapidar sobre a «pipa» em pedra, referenciando o ano de 1787. A rainha D. Maria I determinou a restituição da água ao povo, «LIVRANDO-O DA OPRESSAM QUE LHE CAUSAVA A FALTA DE AGOA», que o Marquês de Pombal desviara para as suas propriedades que circundavam o fontanário.
A sua origem é contudo mais remota, segundo um documento do século XIV no Arquivo Histórico de Sintra e que refere como morada de um procurador da Vila de Sintra na Fonte da Pipa.